# XXII Congrés Eucarístic Internacional
El XXII Congrés Eucarístic Internacional va ser un Congrés Eucarístic Internacional celebrat a Madrid entre els dies 25 i 28 de juny de 1911. Va estar envoltat de polèmica per la presència d'Alfons XIII en l'acte de cloenda i pels actes religiosos que es van celebrar durant la posterior recepció que va donar el rei al Palau d'Orient als prelats participants en un moment en què el govern de José Canalejas y Méndez estava sent víctima d'una campanya denigrant per part dels catòlics i de la jerarquia eclesiàstica que protestaven per la seva política laïcista la peça principal era la Llei del Cadenat que pretenia restringir l'activitat dels ordes religiosos en l'àmbit social i educatiu.